# Вірюм
Вірюм (нід. Wierum) — село в нідерландській провінції Фрисландія, на узбережжі Ватового моря. Входить до муніципалітету Північно-Східна Фрисландія.
Його площа становить 4,39км², а населення станом на 2021 рік складало 315 осіб.
Перша згадка про населений пункт датується 1335 роком.

## Галерея

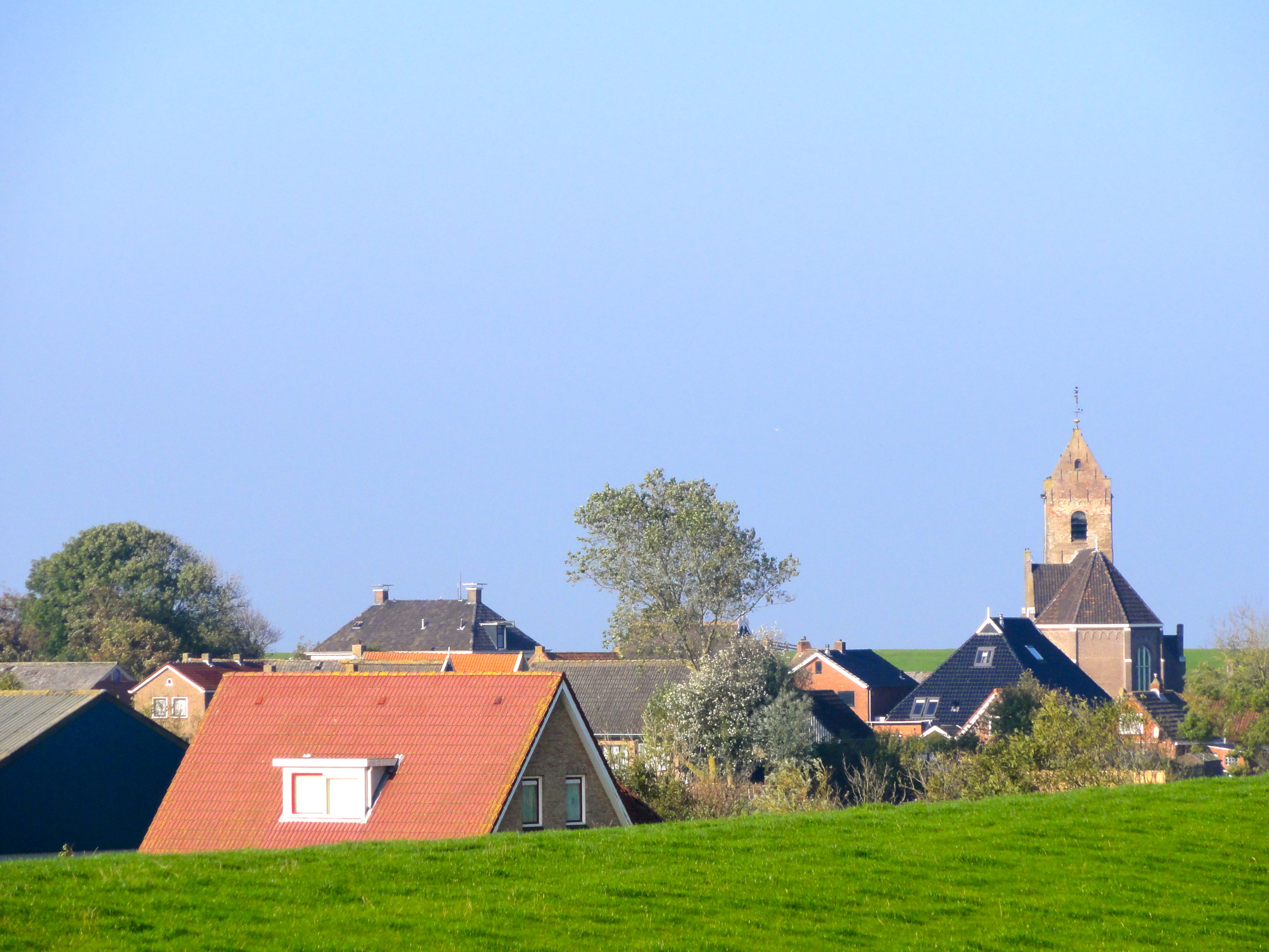
Панорама села
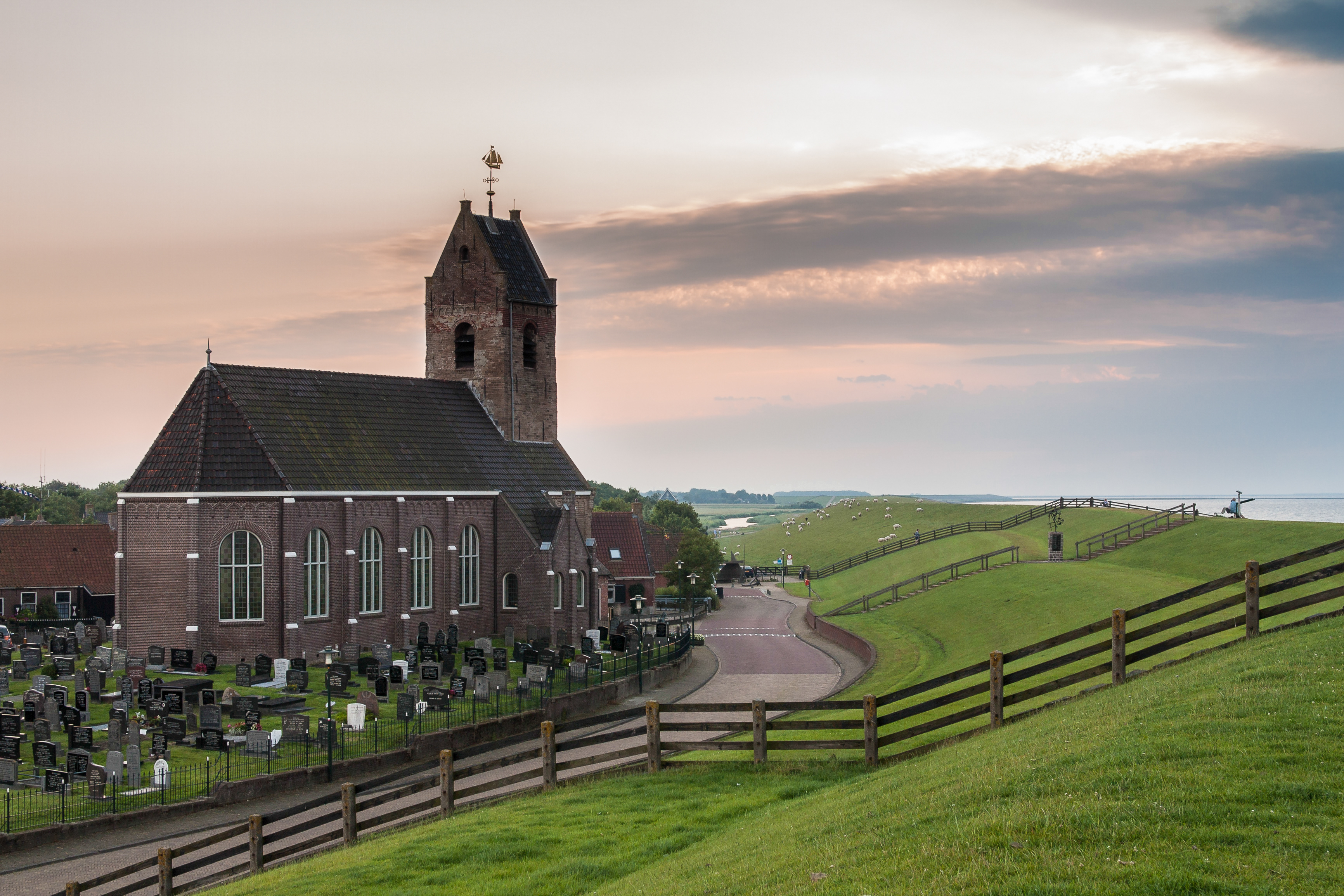
Церква Марії у Вірюмі
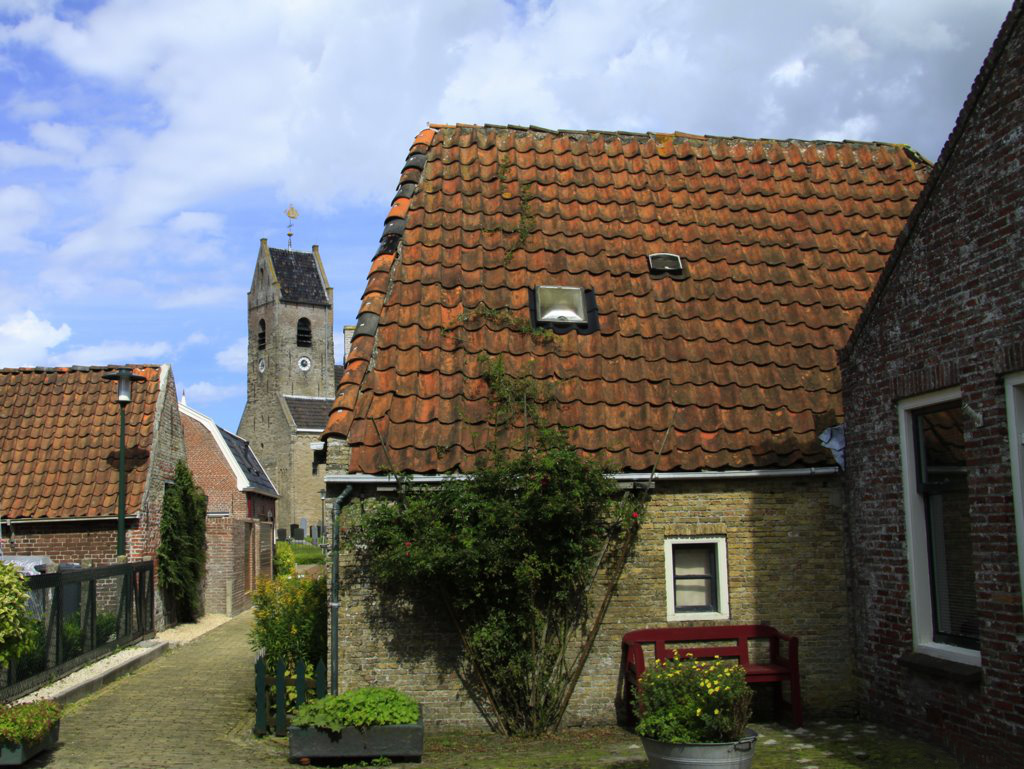
Сільська забудова
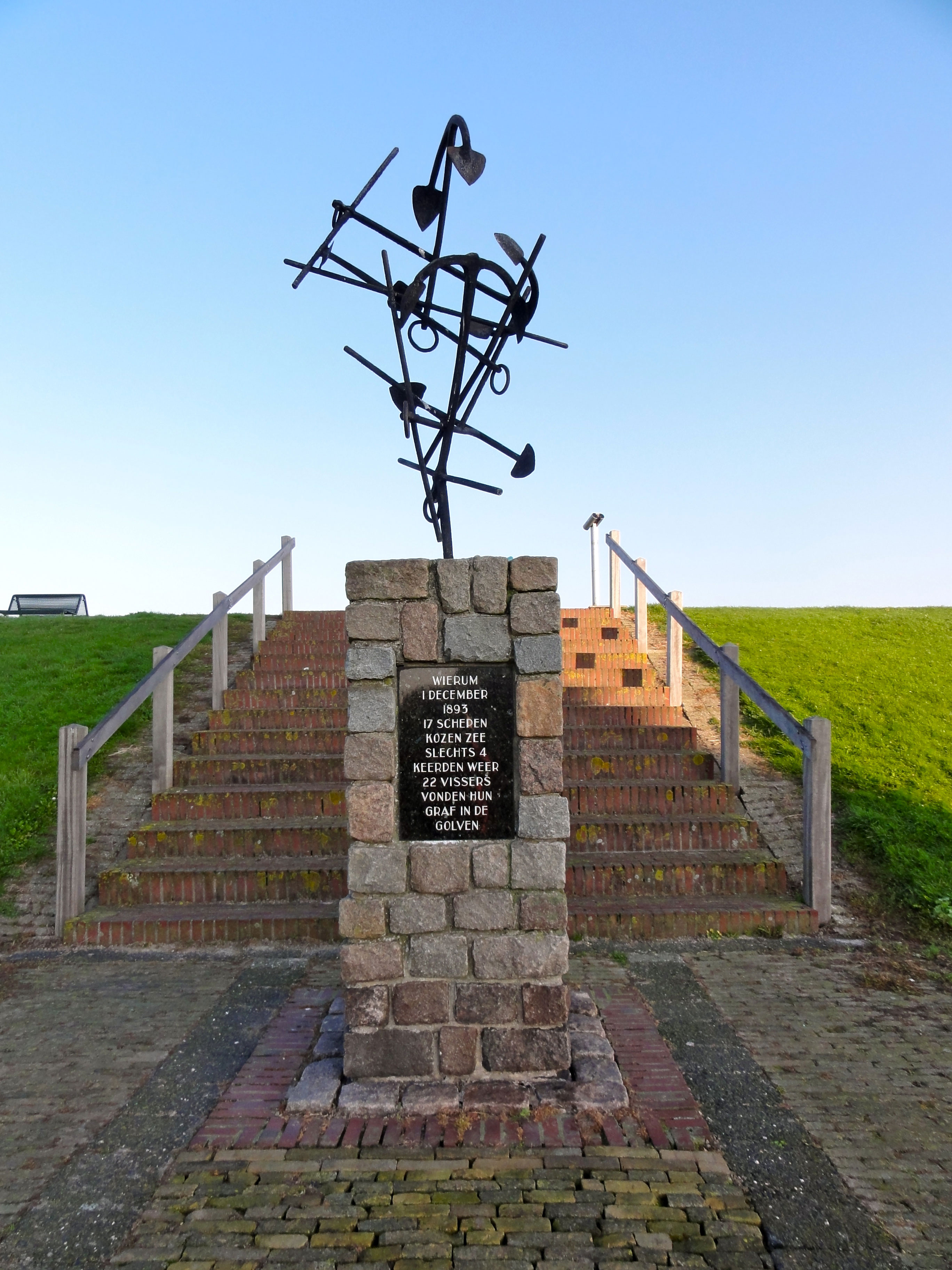
Меморіал рибалкам
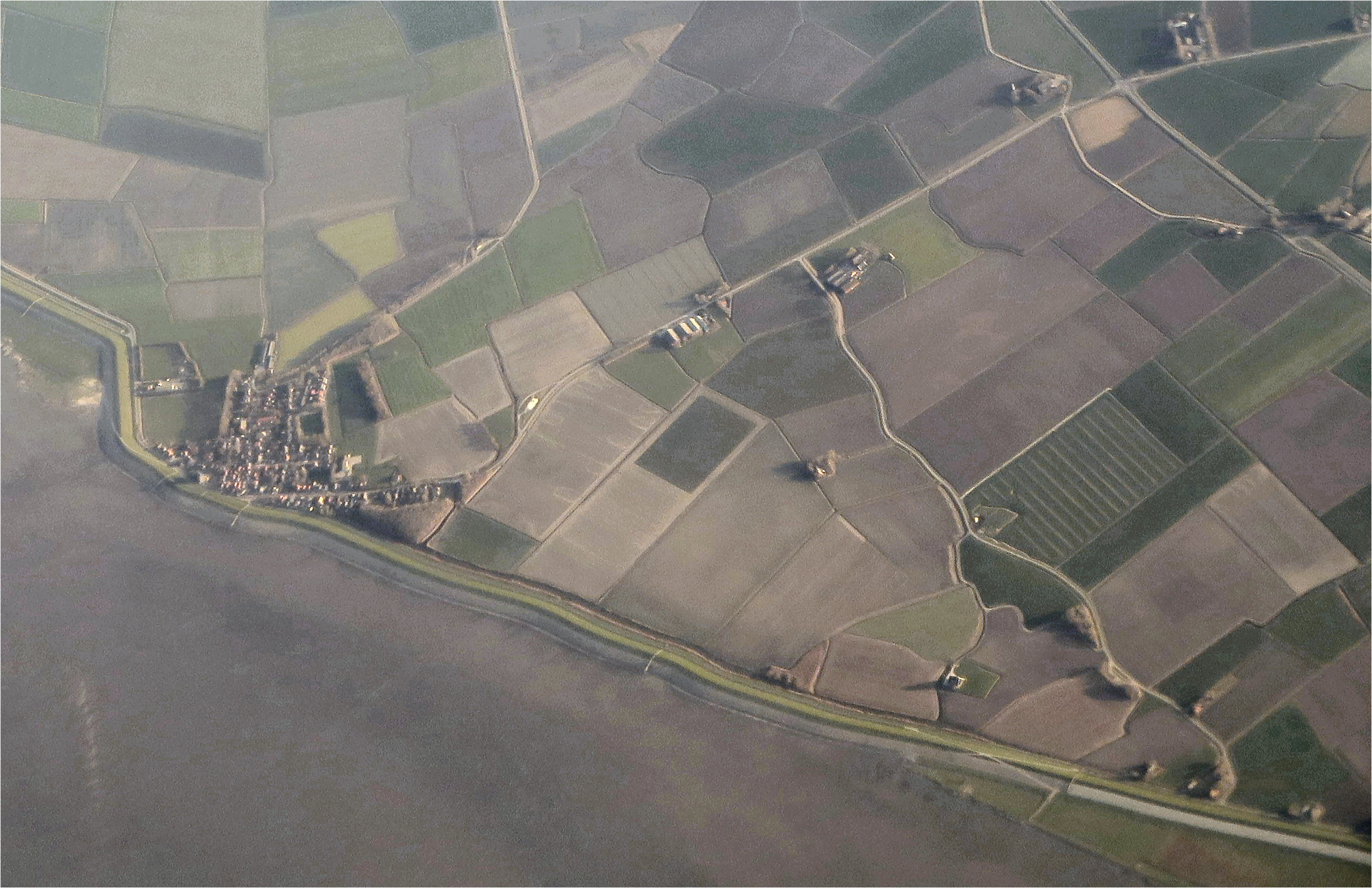
Вид на село згори